# Thomas Diethart
Thomas Diethart (Tulln an der Donau, 25 februari 1992) is een Oostenrijkse schansspringer. Hij vertegenwoordigde zijn vaderland op de Olympische Winterspelen 2014 in Sotsji.

## Carrière
Bij zijn wereldbekerdebuut, op 3 januari 2011 in Innsbruck, scoorde Diethart direct wereldbekerpunten. Drie dagen later wist hij in Bischofshofen geen wereldbekerpunten te scoren.
In december 2013 stond de Oostenrijker in Engelberg voor de derde maal aan de start van een wereldbekerwedstrijd, bij deze wedstrijd behaalde hij zijn eerste toptien klassering. In de eerste wedstrijd van het Vierschansentoernooi 2014, op 29 december 2013 in Oberstdorf, stond Diethart voor de eerste maal in zijn carrière op het podium van een wereldbekerwedstrijd. Op 1 januari 2014, tijdens de traditionele wedstrijd op nieuwjaarsdag, boekte hij in Garmisch-Partenkirchen zijn eerste wereldbekerzege. De Oostenrijker vervolgde het Vierschansentoernooi met een vijfde plaats in Innsbruck, door de winst in de laatste wedstrijd in Bischofshofen stelde hij tevens de eindzege in het Vierschansentoernooi veilig. Tijdens de Olympische Winterspelen van 2014 in Sotsji eindigde Diethart als vierde op de normale schans en als 32e op de grote schans, samen met Michael Hayböck, Thomas Morgenstern en Gregor Schlierenzauer veroverde hij de zilveren medaille in de landenwedstrijd. Op de wereldkampioenschappen skivliegen 2014 in Harrachov eindigde de Oostenrijker op de negende plaats. Hierna begon Dietharts niveau in te zakken, en in het seizoen 2015/2016 is hij niet meer in de wereldbeker aanwezig. Hij springt momenteel in de Continental Cup.

## Resultaten

### Olympische Spelen
| Jaar | Plaats | Resultaten                        |
| ---- | ------ | --------------------------------- |
| 2014 | Sotsji | 4e HS106 · 32e HS140 · Team HS140 |

### Wereldkampioenschappen
| Jaar | Plaats | Resultaten |
| ---- | ------ | ---------- |
| 2015 | Falun  | 27e HS100  |

### Wereldkampioenschappen skivliegen
| Jaar | Plaats    | Resultaten |
| ---- | --------- | ---------- |
| 2014 | Harrachov | 9e HS205   |

### Wereldbeker
Eindklasseringen
| Seizoen   | Algm | SV  | 4S   |
| --------- | ---- | --- | ---- |
| 2010/2011 | 75e  | –   | 46e  |
| 2013/2014 | 8e   | –   | Goud |
| 2014/2015 | 43e  | 44e | 16e  |

Wereldbekerzeges
| Datum          | Plaats                 | Schans                |
| -------------- | ---------------------- | --------------------- |
| 1 januari 2014 | Garmisch-Partenkirchen | HS140                 |
| 6 januari 2014 | Bischofshofen          | HS140                 |
| 1 maart 2014   | Lahti                  | HS130 (teamwedstrijd) |
| 22 maart 2014  | Planica                | HS139 (teamwedstrijd) |

### Grand-Prix
Eindklasseringen
| Jaar | Plaats |
| ---- | ------ |
| 2014 | 33e    |
| 2015 | 63e    |